# Texadina
Texadina is een geslacht van weekdieren uit de klasse van de Gastropoda (slakken).

## Soorten
- Texadina barretti (Morrison, 1965)
- Texadina sphinctostoma (Abbott & Ladd, 1951)